# Pablo Giménez
Pablo Gimenez, paragvajski nogometaš, * 29. junij 1981.
Sodeloval je na nogometnemu delu poletnih olimpijskih iger leta 2004 in osvojil srebrno medaljo.